# Дайханбанк
Дайханбанк (туркм. Daýhanbank, англ. Dayhanbank), официальное полное наименование «Государственный коммерческий банк Туркменистана „Дайханбанк“» (туркм. Türkmenistanyň «Daýhanbank» döwlet täjirçilik Banky, англ. The State Commercial Bank of Turkmenistan Dajhanbank), ГКБТ «Дайханбанк» — государственный коммерческий банк Туркменистана, занимающийся преимущественно кредитованием сельского хозяйства.

## История
До 1 января 1999 года носил наименование «ДайханЦентрБанк».
Изначально банк был ориентирован на финансирование агропромышленного комплекса. Важным направлением деятельности банка является открытие кредитных линий заготовительным организациям, позволяющим своевременный расчёт с сельхозпроизводителями в дайханских объединениях. С 2012 года банк осуществляет кредитование инвестиционных проектов в промышленности, строительстве, транспорте, связи, информационных технологиях, сервисных услугах и бытовом обслуживании, здравоохранении и туристических услугах. При этом приоритетным является сельскохозяйственное освоение целинных и залежных земель, развитие и расширение сельхозпроизводства, техническое перевооружение, строительство кошар, ферм, мини-цехов, закупка скота, птицы, кормов, минеральных удобрений, семян, саженцев и т. д. Банк осуществляет кредитование государственных строительных организаций, а с 2008 года банк также осуществляет кредитование строительства индивидуальных жилых домов.
Банк является обладателем генеральной лицензии на операции в иностранной валюте и предоставляет услуги по инвалютным депозитным счетам.
При банке существует компания «Дайханхызмат» для содействия обслуживания зданий и зеленых насаждений банка.
Банк имеет корреспондентские отношения с «Коммерцбанком» (Германия) и «Дойче Банком» (Германия).
Имеет филиалы в каждом велаяте (области) Туркменистана и в столице:
- город Ашхабад — 2 отделения.
- Ахалский велаят — 9 отделений.
- Балканский велаят — 7 отделений.
- Дашогузский велаят — 10 отделений.
- Лебапский велаят — 16 отделений.
- Марыйский велаят — 13 отделений.